# Jia Yunbing
Jia Yunbing (chiń. 賈運兵; ur. 24 czerwca 1981) – chiński judoka. Olimpijczyk z Sydney 2000, gdzie zajął trzynaste miejsce w kategorii 60 kg.
Piąty na igrzyskach azjatyckich w 2002. Brązowy medalista igrzysk wojskowych w 2003 i siódmy w 1999. Wojskowy mistrz świata z 2001 i 2002, drugi w 2004 i trzeci w 2005. Trzeci na akademickich mistrzostwach świata w 2002 roku.

## Letnie Igrzyska Olimpijskie 2000
| Konkurencja      | Walki                   | Walki                       | Klas. końcowa |
| Konkurencja      | 1/16                    | Repasaż                     | Miejsce       |
| ---------------- | ----------------------- | --------------------------- | ------------- |
| waga ekstralekka | Tadahiro Nomura (JPN) P | Brandan Greczkowski (USA) P | XIII          |